# Футволей
Футволей (порт. Futevôlei) — вид спорта, сочетающий в себе качества пляжного волейбола и футбола.

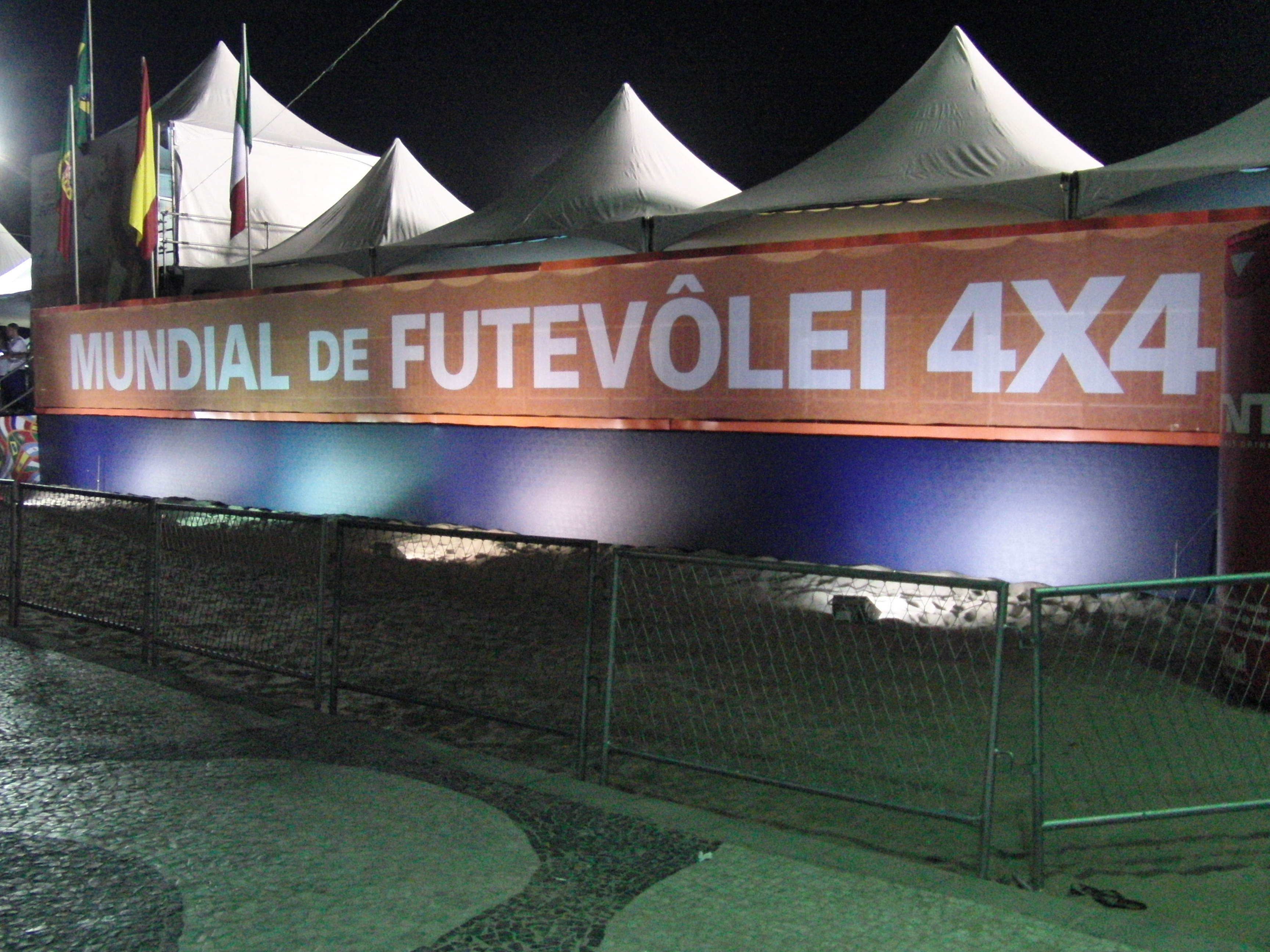
Кубок мира по футволей — Mundial de Futevôlei

## История
Футволей был придуман в Бразилии Октавио де Мораэсом в 1965 году в Рио-де-Жанейро на пляже Копакабана. Игра в футбол на пляже была запрещена. Чтобы обойти запрет, любители футбола стали играть на волейбольной площадке, перебрасывая мяч через сетку ногами. Футволей начинался в Рио-де-Жанейро, однако в городах, таких как Ресифи, Салвадор, Бразилиа, Гояния, Сантус и Флорианополис, есть игроки, которые играли в футволей в 1970-х годах.
Изначально в каждой команде было по пять человек. Однако в связи с уровнем квалификации спортсменов (почти все были профессиональными футболистами) мяч редко падал на землю, игроки начали снижение числа участников с каждой стороны и, в конце концов, остановились на формате по два игрока в каждой команде, который используется до сих пор.
В последние годы[когда?] профессиональные футболисты занялись продвижением футволея. Они периодически участвуют в звёздных матчах. Список бразильских футболистов, игравших в футволей: Ромарио, Эдмундо, Роналдо, Роналдиньо, Жуниор, Эдино. Также в футволей играл Усэйн Болт.

## Правила

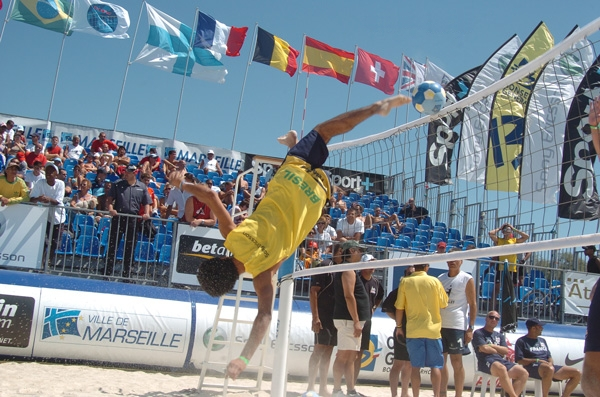

Футволей сочетает в себе правила, которые основаны на правилах пляжного волейбола и правилах футбола. По сути, футволей является пляжным волейболом, только игроки не могут использовать кисти рук и волейбольный мяч заменен на футбольный.

### Международные правила
Очки начисляются, если мяч упадет на землю в зоне противников, если противники совершат ошибку или если им не удастся вернуть мяч через сетку. Подсчёт очков производится по системе «ралли-пойнт» (новые правила волейбола). Количество сетов и очков в сете устанавливаются организатором турнира. Обычно матчи проходят в один сет до 18 очков или в три сета до 15 очков (с третьего сета до 11 очков). Размер корта составляет 29,5×59 футов, что примерно соответствует 9×18 метров (старый пляжный волейбол). Высота сетки может варьироваться. Официальные международные правила устанавливают высоту 2,2 метра или 7 футов 2 дюйма для мужчин и 2 метра или 6 футов и 6 дюймов для женщин.

### Правила Pro Footvolley Tour
Правила в профессиональном туре США (Footvolley Pro Tour) разработаны так, чтобы сделать матчи более быстрыми и агрессивными. Некоторые из наиболее заметных отличий: высота сетки 2,05 метра; нет фолов за касание сетки; присуждаются 2 очка всего 3 раза за тайм, когда у игрока одна нога будет выше головы, а вторая оторвана от земли; меньшие размеры корта 28,5 на 57 футов.

## Международное развитие
С момента создания этого вида спорта в Бразилии футволей распространился и приобрёл популярность на международном уровне, включая Европу, США и Азию. Самое первое международное мероприятие по футволей, проводимое за пределами Бразилии, было организовано Ассоциацией Футволея США в марте 2003 года. Это относительно небольшое мероприятие значительно повлияло на международный рост популярности этого вида спорта.
Крупные мероприятия прошли во многих городах и на пляжах по всему миру, в том числе в Испании, Португалии, Греции, ОАЭ, Франции, Нидерландах, Арубе, Таиланде, Южной Африке, Парагвае и т. д., а также на родине футволея — в Бразилии.